# Гонорат Тулузский
Гонора́т (лат. Honoratus, III век, род. в Наварре — ум. в Тулузе) — святой Римско-Католической церкви, второй епископ Тулузы.

## Биография
Информации о Гонорате существует очень мало. Считается, что Сатурнин послал Гонората проповедовать христианство в Испанию, где он познакомился с Фирмином, который был сыном сенатора Фирма. Возвратившись в Тулузу вместе с Фирмином, Гонорат познакомил его с Сатурнином, который крестил его.
После смерти Сатурнина он стал его преемником на кафедре Тулузы.

## Прославление

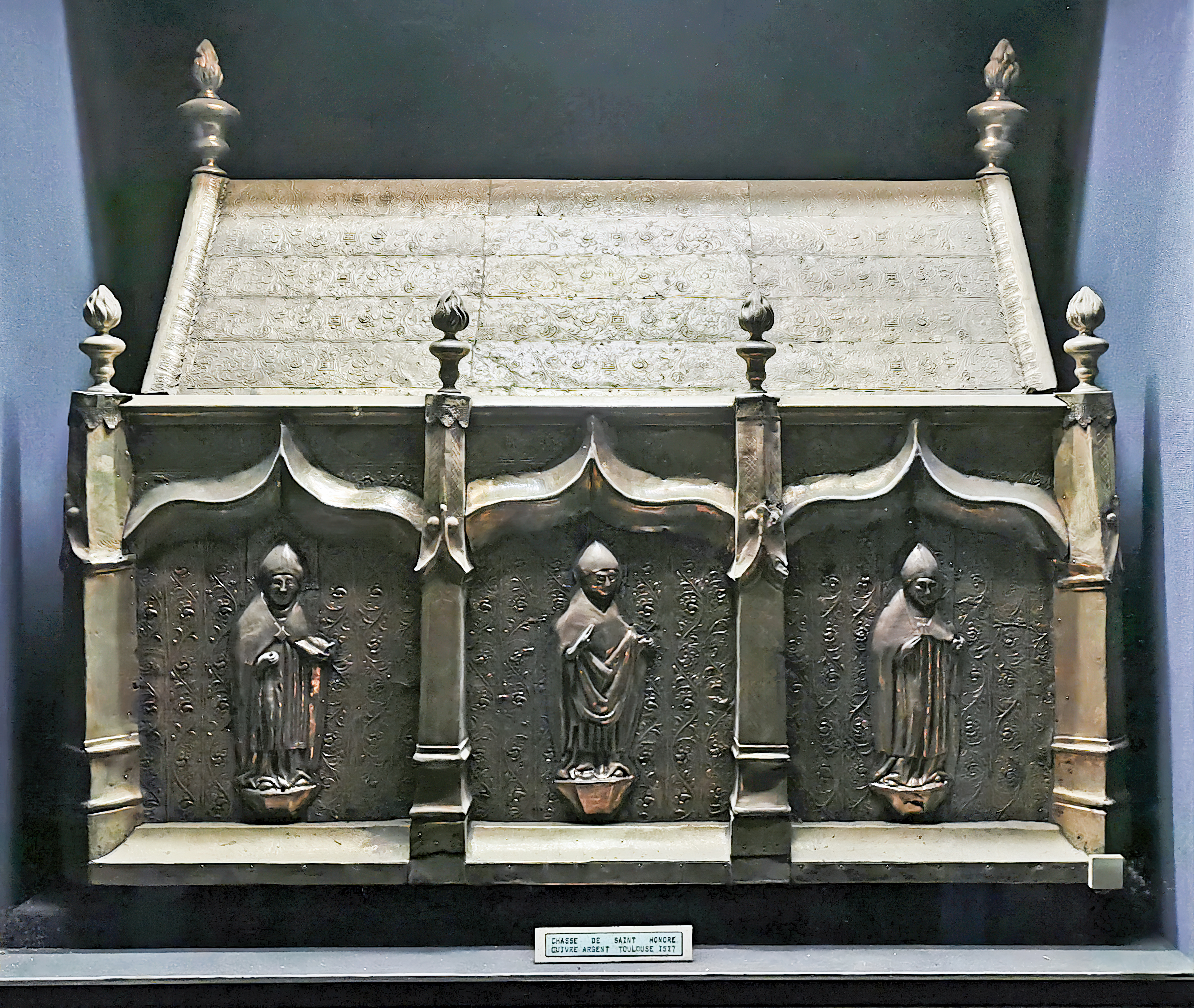
Реликварий святого Онората Тулузского

Почитание святого Гонората возникло в XIII веке, после того как в 1256 году в базилике святого Сатурнина были обнаружены его мощи.
В настоящее время в крипте базилики находится саркофаг с надписью «S(ANCT)VS HONORAT[VS]».
День памяти в Католической церкви — 22 декабря.